# 超润滑

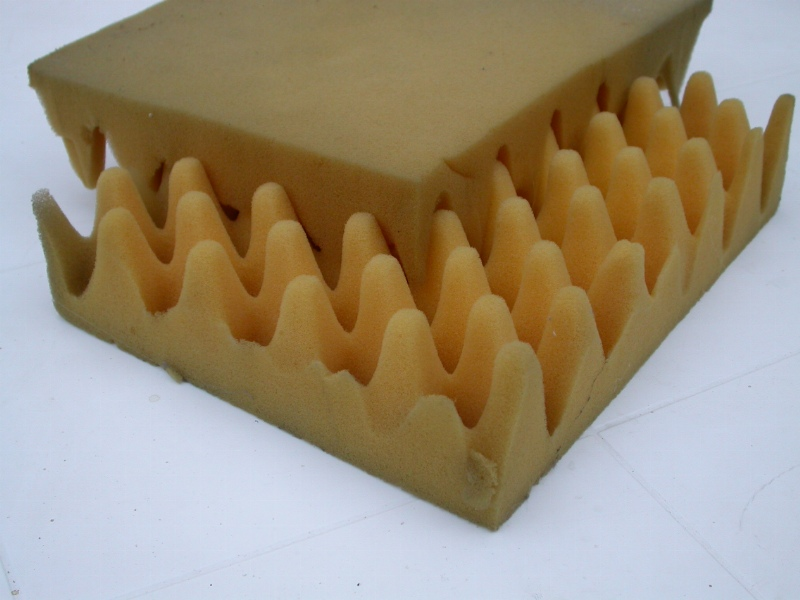
石墨的原子表面结构类似于鸡蛋托盘，图示为公度态接触（两托盘互相“咬合”）

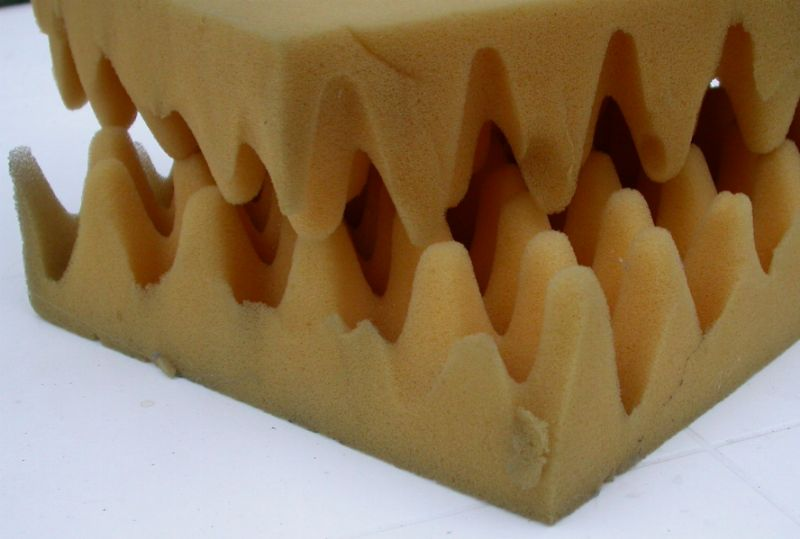
图示为非公度态接触——相对旋转导致两托盘不能相互“咬合”

超润滑（Superlubricity）是指发生相对运动的物体间的摩擦力几乎为零甚至完全消失的现象。

即使在干摩擦条件下，当两个晶体表面间处于非公度（共度）态接触时，超润滑也可能发生，因此也称为结构超润滑。结构超润滑概念在1991年被提出，2004年在纳米石墨片之间获得实验证实。石墨中的碳原子以六边形的方式周期性排列，形成原子尺度的“峰-谷”景观，看上去就像生活中的鸡蛋托盘。当两个石墨表面处于公度态接触时（每旋转60度），两石墨表面间的摩擦力最大，当两石墨表面间发生相对旋转至非公度态接触时，摩擦力会极大地降低。这就像两个相互接触的鸡蛋托盘，当旋转使得它们不能互相“咬合”时，更容易发生相对滑动。

2012年，微米尺度的石墨超润滑现象通过微米石墨片的自缩回运动获得实验证实。最初对超润滑的研究受限于苛刻的实验条件，而通过自缩回运动研究石墨超润滑现象即使在微米尺度以及大气环境下也能稳定地、重复地实现，这使得超润滑现象有望在微机电系统（纳机电系统）中获得应用。

当一根针尖在平坦的表面滑行，并且所施加的载荷低于某一阈值时，也能实现超低摩擦状态。根据Tomlinson模型，该“超润滑”阈值与针尖-表面间的相互作用以及材料间的接触刚度密切相关。并且该阈值可以通过激发滑动系统的共振频率而显著降低，这揭示了一种可减少纳机电系统中磨损的方法。

需要指出的是，“超润滑”一词与“超导”，“超流”等名词的类似性具有一定的误导，因为其他能量耗散机制也可能导致有限的（通常很小）摩擦力。